# 채홍사
"채홍사"는 한국에서 제작된 서민 감독의 1965년 영화이다. 이예춘 등이 주연으로 출연하였고 윤종욱 등이 제작에 참여하였다.

## 출연

### 주연
- 이예춘
- 도금봉
- 조미령

## 기타
- 조명: 서영훈
- 미술: 서호인